# Pilea perfragilis
Pilea perfragilis är en nässelväxtart som beskrevs av Erik Leonard Ekman. Pilea perfragilis ingår i släktet pileor, och familjen nässelväxter. Inga underarter finns listade i Catalogue of Life.